# CVnCoV
Le CVnCoV, connu également sous le nom de Zorecimeran, est un candidat vaccin contre la COVID-19 développé par la société CureVac en collaboration avec la Coalition pour les innovations en matière de préparation aux épidémies (CEPI).
En octobre 2021, CureVac abandonne le développement et la production du CVnCoV et recentre ses efforts sur une coopération avec GlaxoSmithKline.

## Description
C'est un vaccin à ARNm qui encode un morceau minimum de la spicule du virus. Il provoque ainsi une réaction du système immunitaire contre la spicule. Par conception, il n'interagit pas avec le génome humain.
Il utilise de l'ARN naturel composé de nucléotides non modifiés, contrairement aux vaccins Pfizer-BioNTech et Moderna qui utilisent un ARN synthétique dans lequel certains nucléotides ont été remplacés par d'autres.
Le CVnCoV étant moins affecté par l'hydrolyse que ses concurrents, il peut être conservé à une température de l'ordre de 5 °C.

## Essais cliniques
La phase I lancée en juin 2020 sur 168 personnes a montré en novembre 2020 que le vaccin était bien toléré et produisait une réaction immunitaire suffisante.
La phase IIa démarre en septembre 2020 au Pérou et au Panama sur 660 participants. Elle a pour but de vérifier la sécurité et l'efficacité du virus avec plusieurs dosages allant de 2 à 12 μg de sérum par dose. La conclusion préliminaire de cette étude est que le dosage de 12 μg est le meilleur. L'étude est prolongée en mars 2021 en incluant 270 participants de plus de 60 ans.
En décembre 2020, CureVac a débuté une étude HERALD de phase IIb/III sur 36 500 participants, utilisant le dosage de 12 μg. 4000 patients sont classés en phase IIb et 32500 en phase III. Des évaluations intermédiaires doivent avoir lieu après 56 puis 111 cas. L'évaluation finale doit être réalisée lorsque 185 cas de maladie se seront déclarés. Seront pris en considération les cas qui se produisent au moins 15 jours après la 2e vaccination. Le protocole a été étendu en mars 2021 afin d'analyser l'efficacité du vaccin contre différents variants.
Depuis février 2021, le Comité des médicaments à usage humain de l'Agence européenne des médicaments examine les résultats des essais au fur et à mesure de leur disponibilité. CureVac espère d'abord obtenir l'agrément européen avant la fin du 2e trimestre 2021, mais ces espoirs sont douchés par les premiers résultats d'efficacité obtenus en juin 2021,,.

### Efficacité
Selon les premiers résultats des études publiés le 16 juin 2021, l'efficacité du vaccin serait seulement de 47%. Ceci est largement inférieure aux vaccins à ARNm de Pfizer-BioNTech et de Moderna. La société explique ces résultats décevants par la présence de nombreux variants inconnus lors de la conception du vaccin.[réf. nécessaire] D'autres spécialistes expliquent les résultats par l'utilisation d'une dose trop faible et de nucléotides naturels entrainant une dégradation trop rapide de l'ARN.

## Production et distribution
La production en grande quantité du vaccin est facile à réaliser. En outre, il est possible d'utiliser des imprimantes de molécules grâce à une collaboration avec Tesla.
La société Bayer doit fournir un support technique pour les essais cliniques. Il est envisagé qu'elle participe ultérieurement à la production et à la commercialisation du vaccin.
La capacité de production estimée de CVnCoV est de 300 millions de doses en 2021 et de 600 millions en 2022.
Au 15 mars 2021, CureVac aurait reçu des précommandes confirmées ou des commandes fermes de :
- Union Européenne : 225 millions de doses et une option pour 180 millions[12]
- Grande-Bretagne : 50 millions de doses[13]